# Castello di Eyneburg
Il castello di Eyneburg è un edificio storico situato ad Hergenrath nel comune di Kelmis, uno dei comuni di lingua tedesca della Vallonia, nella parte orientale del Belgio.

## Collocazione
Il castello di Eyneburg è una delle poche fortificazioni situate sulla sommità di una collina edificate nell'epoca del ducato di Limburgo, la maggioranze dei castelli e fortificazioni erano in pianura ed erano caratterizzati dalla presenza del fossato.
Il castello di Eyneburg domina la sponda sinistra del fiume Geul.

## La leggenda
Una leggenda del XIX secolo collega l'edificio con Emma, una delle figlie di Carlo Magno che qui, sempre secondo la leggenda, soleva incontrare il suo amante Eginardo, biografo e amico del padre. Per tenere nascosta la loro relazione i due amanti si incontravano al buio. La leggenda vuole che una notte di neve Emma portò sulle spalle Eginardo per non lasciare tracce, la manovra venne però vista dal padre che il mattino dopo si confrontò con i due.
In seguito alla leggenda l'edificio nel linguaggio comune viene chiamato talvolta anche Emmaburg.
La leggenda venne rielaborata più volte, ad esempio da  Friedrich de la Motte Fouqué nel romanzo "Eginhard und Emma" (1811), in un poema epico ed in tempi più recenti come soggetto di un'opera. Nelle rielaborazioni manca tuttavia un riferimento al castello, generalmente come luogo per questo episodio romantico viene individuata la città di Seligenstadt sul Meno.
La leggenda di Emma (Imma) ed Eginardo è probabilmente riconducibile alla relazione fra la figlia di Carlo Magno Bertha (779/780, dopo il 14 gennaio 828, scacciata da corte nel 814), e il religioso di corte Angilberto di Saint-Riquier dalla quale nacquero Nitardo (ca. 790 - 844/45) e Hartnido (morto nel 813). Eginardo, il biografo di corte di Carlo Magno, era sposato con una Emma ma questa non era la figlia di Carlo Magno bensì la sorella di Bernario, vescovo di Worms.